# Jemielite-Wypychy (gromada)
Jemielite-Wypychy (początkowo Jemielite Wypychy, bez łącznika; od 31 XII 1959 Konopki Młode) – dawna gromada, czyli najmniejsza jednostka podziału terytorialnego Polskiej Rzeczypospolitej Ludowej w latach 1954–1972.
Gromady, z gromadzkimi radami narodowymi (GRN) jako organami władzy najniższego stopnia na wsi, funkcjonowały od reformy reorganizującej administrację wiejską przeprowadzonej jesienią 1954 do momentu ich zniesienia z dniem 1 stycznia 1973, tym samym wypierając organizację gminną w latach 1954–1972.
Gromadę Jemielite Wypychy z siedzibą GRN w Jemielitem Wypychach utworzono – jako jedną z 8759 gromad – w powiecie łomżyńskim w woj. białostockim, na mocy uchwały nr 18/V WRN w Białymstoku z dnia 4 października 1954. W skład jednostki weszły obszary dotychczasowych gromad Jemielite Wypychy, Koziki, Sierzputy Zagajne, Konopki, Sierzputy Marki, Zagajne Stare, Ratowo Piotrowo i Kołaczki ze zniesionej gminy Śniadowo w tymże powiecie. Dla gromady ustalono 11 członków gromadzkiej rady narodowej.
31 grudnia 1959 do gromady Jemielite-Wypychy przyłączono wieś Chomentowo z gromady Śniadowo po czym gromadę Jemielite-Wypychy zniesiono przez przeniesienie siedziby GRN z Jemielitego-Wypych do Konopek Młodych i przemianowanie gromady na gromada Konopki Młode.